# روبرت ألفانو
روبرت ألفانو (بالإنجليزية: Robert Alfano)‏ هو فيزيائي أمريكي، ولد في 5 مايو 1941 في نيويورك في الولايات المتحدة.